# Charlène de Lange
Charlène de Lange (Tilburg, 15 augustus 1986) is een Nederlandse zangeres van het levenslied. Haar artiestennaam is Charlène.

## Biografie
Het talent van Charlène werd ontdekt door Marianne Weber. In 2000 presenteerde zij in het televisieprogramma 'Your Big Break' haar eerste single 'De laatste reis'. Later dat jaar verzorgde zij een gastoptreden met Frans Bauer en Marianne Weber. In 2002 bracht zij haar debuutalbum 'Charlène' uit; in 2004 het album 'Zomer in mijn hart'; in 2006 de cd 'Vandaag is mijn dag' met daarop de hitsingle 'Boem, boem, boem'. Deze eerste drie albums werden geproduceerd door Emile Hartkamp. Ze treedt veelvuldig op bij regionale radiostations in Nederland.
Op 22 februari 2008 werd de eerste single van haar album, 'Twiedeliedie', uitgebracht. In maart 2008 verscheen haar vierde album, getiteld 'Hé, Hallo!'.
In maart 2012 bracht Charlène de single 'Als je alles hebt' uit, samen met de Berlicumer volkszanger John de Bever.

## Discografie

### Albums
| Album met eventuele hitnotering(en) in de Nederlandse Album Top 100 | Datum van verschijnen | Datum van binnenkomst | Hoogste positie | Aantal weken | Opmerkingen |
| ------------------------------------------------------------------- | --------------------- | --------------------- | --------------- | ------------ | ----------- |
| Charlène                                                            | 27-05-2002            | 08-06-2002            | 35              | 5            |             |
| Zomer in mijn hart                                                  | 24-05-2004            | 29-05-2004            | 33              | 13           |             |
| Vandaag is mijn dag                                                 | 17-02-2006            | 25-02-2006            | 8               | 10           |             |
| Hé hallo!                                                           | 21-03-2008            | 29-03-2008            | 37              | 4            |             |

### Singles
| Single met eventuele hitnotering(en) in de Nederlandse Top 40 | Datum van verschijnen | Datum van binnenkomst | Hoogste positie | Aantal weken | Opmerkingen                                     |
| ------------------------------------------------------------- | --------------------- | --------------------- | --------------- | ------------ | ----------------------------------------------- |
| De laatste reis'                                              | 28-04-2000            | -                     |                 |              | Nr. 86 in de Single Top 100                     |
| Engel in mijn droom                                           | 28-05-2001            | -                     |                 |              |                                                 |
| Mijn fotoboek                                                 | 21-01-2002            | -                     |                 |              | Nr. 58 in de Single Top 100                     |
| 1000 Sterren gaan stralen                                     | 20-04-2002            | -                     |                 |              |                                                 |
| Griekse nacht                                                 | 08-07-2002            | -                     |                 |              |                                                 |
| Darling je t`aime                                             | 02-06-2003            | -                     |                 |              | Nr. 70 in de Single Top 100                     |
| Elke zonnestraal ben jij                                      | 13-04-2004            | -                     |                 |              |                                                 |
| `n Bosje rozen voor je moeder                                 | 31-07-2004            | -                     |                 |              | Nr. 51 in de Single Top 100                     |
| Boem boem boem                                                | 27-01-2006            | -                     |                 |              | Nr. 17 in de Single Top 100                     |
| Wat je niet hebt kun je niet verliezen                        | 31-03-2006            | -                     |                 |              | Nr. 40 in de Single Top 100                     |
| Twiedeliedie                                                  | 22-02-2008            | -                     |                 |              | Nr. 35 in de Single Top 100                     |
| Mijn cupido                                                   | 16-05-2008            | -                     |                 |              | Nr. 73 in de Single Top 100                     |
| 'n Grote huichelaar                                           | 2010                  | -                     |                 |              | Nr. 28 in de Single Top 100                     |
| Als je alles hebt                                             | 2012                  | -                     |                 |              | met John de Bever / Nr. 57 in de Single Top 100 |
| Mijn grote liefde                                             | 2013                  | -                     |                 |              |                                                 |
| Ik heb geen woorden nodig                                     | 2014                  | -                     |                 |              |                                                 |
| Mijn hart kent geen geheimen                                  | 20-05-2016            | -                     |                 |              |                                                 |